# Dolichiscus anna
Dolichiscus anna is een pissebed uit de familie Austrarcturellidae. De wetenschappelijke naam van de soort is voor het eerst geldig gepubliceerd in 1886 door Beddard.